# لیگ برتر فوتبال انگلستان ۱۶–۲۰۱۵
لیگ برتر فوتبال انگلستان ۱۶–۲۰۱۵ بیست و چهارمین دوره مسابقات لیگ برتر است که از سال ۱۹۹۲ تحت هدایت اتحادیه فوتبال انگلستان برگزار می‌شود. این پیکارها از روز شنبه ۸ اوت ۲۰۱۵ آغاز شد، و در یکشنبه ۱۵ مه ۲۰۱۶ پایان یافت. باشگاه فوتبال بورنموث، واتفورد و نوریچ سیتی تیم‌های صعودکننده از چمپیونشیپ به رقابت‌های این فصل لیگ برتر بودند.
تیم لستر سیتی دو هفته مانده به پایان پیکارهای این فصل قهرمانی خود را مسجل کرد. این عنوان نخستین قهرمانی در تاریخ ۱۳۲ سالهٔ لستر سیتی در مسابقات لیگ به‌شمار می‌آید. همچنین تیم‌های نیوکاسل، نوریچ سیتی و استون ویلا به رقابت‌های لیگ چمپیونشیپ در فصل ۱۷–۲۰۱۶ سقوط کردند. همچنین در این فصل جیمی واردی مهاجم شماره ۹ باشگاه فوتبال لستر سیتی به عنوان برترین بازیکن فصل انتخاب شد و کلودیو رانیری نیز عنوان برترین سرمربی فصل را از آن خود کرد. هری کین مهاجم تاتنهام نیز با به ثمر رساندن ۲۵ گل عنوان آقای گلی لیگ برتر در این فصل را از آن خود کرد.

## تیم‌ها

### ورزشگاه
| تیم             | موقعیت              | ورزشگاه          | گنجایش |
| --------------- | ------------------- | ---------------- | ------ |
| آرسنال          | لندن                | امارات           | ۶۰٬۲۶۰ |
| استون ویلا      | بیرمنگام            | ویلا پارک        | ۴۲٬۶۶۰ |
| بورنموث         | بورنموث             | دین کورت         | ۱۱٬۴۶۴ |
| چلسی            | لندن (فولام)        | استمفورد بریج    | ۴۱٬۷۹۸ |
| کریستال پالاس   | لندن (نوروود جنوبی) | سلهارست پارک     | ۲۵٬۰۷۳ |
| اورتون          | لیورپول             | گودیسون پارک     | ۳۹٬۵۷۱ |
| لستر سیتی       | لستر                | کینگ پاور        | ۳۲٬۳۱۲ |
| لیورپول         | لیورپول             | آنفیلد           | ۴۵٬۲۷۶ |
| منچستر سیتی     | منچستر              | ورزشگاه اتحاد    | ۵۵٬۰۹۷ |
| منچستر یونایتد  | منچستر              | اولدترافورد      | ۷۵٬۶۵۳ |
| نیوکاسل         | نیوکاسل اپان تاین   | سنت جیمز پارک    | ۵۲٬۳۳۸ |
| نوریچ سیتی      | نوریچ               | کارو رود         | ۲۷٬۰۱۰ |
| ساوت‌همپتون      | ساوت‌همپتون          | سنت مری          | ۳۲٬۵۰۵ |
| استوک سیتی      | استوک-آن-ترنت       | ورزشگاه بریتانیا | ۲۷٬۷۴۰ |
| ساندرلند        | ساندرلند            | ورزشگاه آو لایت  | ۴۸٬۷۰۷ |
| سوانزی سیتی     | سوانزی              | لیبرتی           | ۲۰٬۹۰۹ |
| تاتنهام هاتسپر  | لندن (تاتنهام)      | وایت هارت لن     | ۳۶٬۲۸۴ |
| واتفورد         | واتفورد             | ویکاریج رود      | ۲۱٬۵۰۰ |
| وست بروم آلبیون | وست برومویچ         | هاوتورنز         | ۲۶٬۸۵۰ |
| وستهام یونایتد  | لندن (اپتون پارک)   | بولین گراوند     | ۳۵٬۳۴۵ |

### سرمربی، تولیدکننده لباس و حامی مالی
| تیم             | سرمربی1           | کشور     | تولیدکننده البسه | حامی مالی (روی لباس) |
| --------------- | ----------------- | -------- | ---------------- | -------------------- |
| آرسنال          | آرسن ونگر         | فرانسه   | پوما             | هواپیمایی امارات     |
| استون ویلا      | رمی گارد          | فرانسه   | ماکرون           | Quick Books          |
| بورنموث         | ادی هوو           | انگلستان | جی دی اسپورتس    | Mansion Group        |
| چلسی            | گاس هیدینگ (موقت) | هلند     | آدیداس           | یوکوهاما             |
| کریستال پالاس   | آلن پاردو         | انگلستان | ماکرون           | Mansion Group        |
| اورتون          | روبرتو مارتینز    | اسپانیا  | آمبرو            | چانگ                 |
| لستر سیتی       | کلودیو رانیری     | ایتالیا  | پوما             | کینگ پاور            |
| لیورپول         | یورگن کلوپ        | آلمان    | نیو بالانس       | استاندارد چارترد     |
| منچستر سیتی     | مانوئل پیگرینی    | شیلی     | نایک             | هواپیمایی اتحاد      |
| منچستر یونایتد  | لوئی فان خال      | هلند     | آدیداس           | شورولت               |
| نیوکاسل         | رافائل بنیتز      | اسپانیا  | پوما             | Wonga.com            |
| نوریچ سیتی      | الکس نیل          | اسکاتلند | اره‌آ             | آویوا                |
| ساوت‌همپتون      | رونالد کومان      | هلند     | آدیداس           | Veho                 |
| استوک سیتی      | مارک هیوز         | ولز      | نیو بالانس       | Bet365               |
| ساندرلند        | سم آلاردایس       | انگلستان | آدیداس           | Dafabet              |
| سوانزی سیتی     | فرانچسکو گویدولین | ایتالیا  | آدیداس           | GWFX                 |
| تاتنهام هاتسپر  | مائوریسیو پوچتینو | آرژانتین | آندر آرمور       | AIA                  |
| واتفورد         | کیکه فلورس        | اسپانیا  | پوما             | 138.com              |
| وست بروم آلبیون | تونی پولیس        | ولز      | آدیداس           | تیک بت               |
| وستهام یونایتد  | اسلاون بیلیچ      | کرواسی   | آمبرو            | بت‌وی                 |

## تغییر در سرمربیان
| تیم             | سرمربی برکنار شده | نحوه برکناری           | روز برکناری    | رده در جدول رده‌بندی لیگ برتر | سرمربی جایگزین    | روز انتصاب     |
| --------------- | ----------------- | ---------------------- | -------------- | ---------------------------- | ----------------- | -------------- |
| وستهام یونایتد  | سم الردایس        | اتمام قرارداد          | ۲۴ مه ۲۰۱۵     | پیش از آغاز فصل              | اسلاون بیلیچ      | ۹ ژوئن ۲۰۱۵    |
| واتفورد         | اسلاویشا یوکانویچ | اتمام قرارداد          | ۵ ژوئن ۲۰۱۵    | پیش از آغاز فصل              | کیکه فلورس        | ۵ ژوئن ۲۰۱۵    |
| نیوکاسل یونایتد | جان کارور         | اخراج                  | ۹ ژوئن ۲۰۱۵    | پیش از آغاز فصل              | استیو مک‌کلارن     | ۱۰ ژوئن ۲۰۱۵   |
| لستر سیتی       | نایجل پیرسون      | اخراج                  | ۳۰ ژوئن ۲۰۱۵   | پیش از آغاز فصل              | کلودیو رانیری     | ۱۳ ژوئیه ۲۰۱۵  |
| ساندرلند        | دیک آدفوکات       | استعفا                 | ۴ اکتبر ۲۰۱۵   | نوزدهم                       | سم الردایس        | ۹ اکتبر ۲۰۱۵   |
| لیورپول         | برندان راجرز      | اخراج                  | ۴ اکتبر ۲۰۱۵   | دهم                          | یورگن کلوپ        | ۸ اکتبر ۲۰۱۵   |
| استون ویلا      | تیم شروود         | اخراج                  | ۲۵ اکتبر ۲۰۱۵  | نوزدهم                       | رمی گارد          | ۲ نوامبر ۲۰۱۵  |
| سوانزی سیتی     | گری مانک          | اخراج                  | ۹ دسامبر ۲۰۱۵  | پانزدهم                      | آلن کورتیس        | ۱۸ ژانویه ۲۰۱۶ |
| چلسی            | ژوزه مورینیو      | توافق بین الطرفین      | ۱۷ دسامبر ۲۰۱۵ | شانزدهم                      | گاس هیدینگ        | ۱۹ دسامبر ۲۰۱۵ |
| سوانزی          | آلن کورتیس        | پایان دوره سرمربی موقت | ۱۸ ژانویه ۲۰۱۶ | هجدهم                        | فرانچسکو گویدولین | ۱۸ ژانویه ۲۰۱۶ |
| نیوکاسل         | استیو مک‌کلارن     | اخراج                  | ۱۱ مارس ۲۰۱۶   | نوزدهم                       | رافائل بنیتز      | ۱۱ مارس ۲۰۱۶   |
| استون ویلا      | رمی گارد          | توافق بین الطرفین      | ۲۹ مارس ۲۰۱۶   | بیستم                        | اریک بلک          | ۲۹ مارس ۲۰۱۶   |
| اورتون          | روبرتو مارتینز    | اخراج                  | ۱۲ مه ۲۰۱۶     | دوازدهم                      | رونالد کومان      | ۱۴ ژوئن ۲۰۱۶   |

## روند صدرنشینان هفتگی
- به روز شده در۲۲ مه ۲۰۱۶

توضیحات
- منچستر سیتی= MCI
- منچستر یونایتد= MUN
- لستر سیتی= LCI
- آرسنال= ARS
- تیم پر رنگ شده به عنوان قهرمانی در لیگ برتر دست یافته‌است.

| تیم            | تعداد هفته‌های صدر نشینی | نام کوتاه شده |
| -------------- | ----------------------- | ------------- |
| لستر سیتی      | ۲۱                      | LCI           |
| منچستر سیتی    | ۱۲                      | MCI           |
| آرسنال         | ۴                       | ARS           |
| منچستر یونایتد | ۱                       | MUN           |

## جدول رده‌بندی
| رده | تیم                 | بازیها | برد | مساوی | باخت | گل زده | گل خورده | تفاضل گل | امتیاز | توضیحات                                |
| --- | ------------------- | ------ | --- | ----- | ---- | ------ | -------- | -------- | ------ | -------------------------------------- |
| ۱   | لسترسیتی (ق)        | ۳۸     | ۲۳  | ۱۲    | ۳    | ۶۸     | ۳۶       | ۳۲+      | ۸۱     | مرحله گروهی لیگ قهرمانان اروپا ۱۷–۲۰۱۶ |
| ۲   | آرسنال              | ۳۸     | ۲۰  | ۱۱    | ۷    | ۶۵     | ۳۶       | ۲۹+      | ۷۱     | مرحله گروهی لیگ قهرمانان اروپا ۱۷–۲۰۱۶ |
| ۳   | تاتنهام هاتسپر      | ۳۸     | ۱۹  | ۱۳    | ۶    | ۶۹     | ۳۵       | ۳۴+      | ۷۰     | مرحله گروهی لیگ قهرمانان اروپا ۱۷–۲۰۱۶ |
| ۴   | منچستر سیتی         | ۳۸     | ۱۹  | ۹     | ۱۰   | ۷۱     | ۴۱       | ۳۰+      | ۶۶     | مرحله پلی‌آف لیگ قهرمانان اروپا ۱۷–۲۰۱۶ |
| ۵   | منچستر یونایتد      | ۳۸     | ۱۹  | ۹     | ۱۰   | ۴۹     | ۳۵       | ۱۴+      | ۶۶     | مرحله گروهی لیگ اروپا ۱۷–۲۰۱۶          |
| ۶   | ساوت‌همپتون          | ۳۸     | ۱۸  | ۹     | ۱۱   | ۵۹     | ۴۱       | ۱۸+      | ۶۳     | مرحله گروهی لیگ اروپا ۱۷–۲۰۱۶          |
| ۷   | وستهام یونایتد      | ۳۸     | ۱۶  | ۱۴    | ۸    | ۶۵     | ۵۱       | ۱۴+      | ۶۲     | مرحله پلی‌آفلیگ اروپا ۱۷–۲۰۱۶           |
| ۸   | لیورپول             | ۳۸     | ۱۶  | ۱۲    | ۱۰   | ۶۳     | ۵۰       | ۱۳+      | ۶۰     |                                        |
| ۹   | استوک سیتی          | ۳۸     | ۱۴  | ۹     | ۱۵   | ۴۱     | ۵۵       | ۱۴-      | ۵۱     |                                        |
| ۱۰  | چلسی                | ۳۸     | ۱۲  | ۱۴    | ۱۲   | ۵۹     | ۵۳       | ۶+       | ۵۰     |                                        |
| ۱۱  | اورتون              | ۳۸     | ۱۱  | ۱۴    | ۱۳   | ۵۹     | ۵۵       | ۴+       | ۴۷     |                                        |
| ۱۲  | سوانزی سیتی         | ۳۸     | ۱۲  | ۱۱    | ۱۵   | ۴۲     | ۵۲       | ۱۰-      | ۴۷     |                                        |
| ۱۳  | واتفورد             | ۳۸     | ۱۲  | ۹     | ۱۷   | ۴۰     | ۵۰       | ۱۰-      | ۴۵     |                                        |
| ۱۴  | وست برومویچ آلبیون  | ۳۸     | ۱۰  | ۱۳    | ۱۵   | ۳۴     | ۴۸       | ۱۴-      | ۴۳     |                                        |
| ۱۵  | کریستال پالاس       | ۳۸     | ۱۱  | ۹     | ۱۸   | ۳۹     | ۵۱       | ۱۲-      | ۴۲     |                                        |
| ۱۶  | ای‌اف‌سی بورنموث      | ۳۸     | ۱۱  | ۹     | ۱۸   | ۴۵     | ۶۷       | ۲۲-      | ۴۲     |                                        |
| ۱۷  | ساندرلند            | ۳۸     | ۹   | ۱۲    | ۱۷   | ۴۸     | ۶۲       | ۱۴-      | ۳۹     |                                        |
| ۱۸  | نیوکاسل یونایتد (س) | ۳۸     | ۹   | ۱۰    | ۱۹   | ۴۴     | ۶۵       | ۲۱–      | ۳۷     | سقوط به لیگ چمپیونشیپ                  |
| ۱۹  | نوریچ سیتی (س)      | ۳۸     | ۹   | ۷     | ۲۲   | ۳۹     | ۶۷       | ۲۸-      | ۳۴     | سقوط به لیگ چمپیونشیپ                  |
| ۲۰  | استون ویلا (س)      | ۳۸     | ۳   | ۸     | ۲۷   | ۲۷     | ۷۶       | ۴۹-      | ۱۷     | سقوط به لیگ چمپیونشیپ                  |

- (ق)= قهرمان؛ (س)= سقوط؛

## آمار

### جدول گل‌زنان
- به روز شده در ۲۲ مه ۲۰۱۶

| رتبه | بازیکن        | باشگاه         | شمار گل |
| ---- | ------------- | -------------- | ------- |
| ۱    | هری کین       | تاتنهام هاتسپر | ۲۵      |
| ۲    | سرخیو آگوئرو  | منچستر سیتی    | ۲۴      |
| ۲    | جیمی واردی    | لستر سیتی      | ۲۴      |
| ۴    | روملو لوکاکو  | اورتون         | ۱۸      |
| ۵    | ریاض محرز     | لستر سیتی      | ۱۷      |
| ۶    | الیویه ژیرو   | آرسنال         | ۱۶      |
| ۷    | جرمین دفو     | ساندرلند       | ۱۵      |
| ۷    | اودیون ایگالو | واتفورد        | ۱۵      |
| ۹    | تروی دینی     | واتفورد        | ۱۳      |
| ۹    | الکسیس سانچز  | آرسنال         | ۱۳      |

### هت‌تریک
- به روز شده در ۲۲ مه ۲۰۱۶

| بازیکن              | باشگاه          | در برابر        | نتیجه | تاریخ           | منبع   |
| ------------------- | --------------- | --------------- | ----- | --------------- | ------ |
| کالوم ویلسون        | ای‌اف‌سی بورنموث  | وستهام یونایتد  | ۴–۳   | ۲۲ اوت ۲۰۱۵     | [ ۵۶ ] |
| استیون نیسمیث       | اورتون          | چلسی            | ۳–۱   | ۱۲ سپتامبر ۲۰۱۵ | [ ۵۷ ] |
| الکسیس سانچز        | آرسنال          | لستر سیتی       | ۵–۲   | ۲۶ سپتامبر ۲۰۱۵ | [ ۵۸ ] |
| سرخیو آگوئرو۵       | منچستر سیتی     | نیوکاسل یونایتد | ۶–۱   | ۳ اکتبر ۲۰۱۵    | [ ۵۹ ] |
| رحیم استرلینگ       | منچستر سیتی     | ای‌اف‌سی بورنموث  | ۵–۱   | ۱۷ اکتبر ۲۰۱۵   | [ ۶۰ ] |
| جورجینیو واینالدوم۴ | نیوکاسل یونایتد | نوریچ سیتی      | ۶–۲   | ۱۸ اکتبر ۲۰۱۵   | [ ۶۱ ] |
| هری کین             | تاتنهام هاتسپر  | ای‌اف‌سی بورنموث  | ۵–۱   | ۲۵ اکتبر ۲۰۱۵   | [ ۶۲ ] |
| آرونا کونه          | اورتون          | ساندرلند        | ۶–۲   | ۱ نوامبر ۲۰۱۵   | [ ۶۳ ] |
| ریاض محرز           | لستر سیتی       | سوانزی سیتی     | ۳–۰   | ۵ دسامبر ۲۰۱۵   | [ ۶۴ ] |
| جرمین دفو           | ساندرلند        | سوانزی سیتی     | ۴–۲   | ۱۳ ژانویه ۲۰۱۶  | [ ۶۵ ] |
| اندی کارول          | وستهام یونایتد  | آرسنال          | ۳–۳   | ۹ آوریل ۲۰۱۶    | [ ۶۶ ] |
| سرخیو آگوئرو        | منچستر سیتی     | چلسی            | ۳–۰   | ۱۶ آوریل ۲۰۱۶   | [ ۶۷ ] |
| سادیو مانه          | ساوت‌همپتون      | منچستر سیتی     | ۴–۲   | ۱ مه ۲۰۱۶       | [ ۶۸ ] |
| الیویه ژیرو         | آرسنال          | استون ویلا      | ۴–۰   | ۱۵ مه ۲۰۱۶      | [ ۶۹ ] |

نکته
۴ بازیکنانی که چهار گل زده‌اند
۵ بازیکنانی که پنج گل زده‌اند

### کلین شیت
- به روز شده در ۲۲ مه ۲۰۱۶

| رتبه | دروازه‌بان        | باشگاه         | کلین شیت |
| ---- | ---------------- | -------------- | -------- |
| ۱    | پیتر چک          | آرسنال         | ۱۶       |
| ۲    | دیوید د خیا      | منچستر یونایتد | ۱۵       |
| ۲    | جو هارت          | منچستر سیتی    | ۱۵       |
| ۲    | کاسپر اشمایکل    | لستر سیتی      | ۱۵       |
| ۵    | هوگو لیوریس      | تاتنهام هاتسپر | ۱۳       |
| ۶    | هیرلیو گومز      | واتفورد        | ۱۱       |
| ۶    | سایمون مینیوله   | لیورپول        | ۱۱       |
| ۸    | جک بوتلند        | استوک سیتی     | ۱۰       |
| ۹    | آدرین            | وستهام یونایتد | ۹        |
| ۹    | ووکاش فابیانیسکی | سوانزی سیتی    | ۹        |

## جوایز

### برترین‌های فصل
- برترین بازیکن فصل: جیمی واردی (لستر سیتی)
- برترین بازیکن اتحادیه بازیکنان حرفه‌ای انگلستان: ریاض محرز (لستر سیتی)
- برترین مربی فصل: کلودیو رانیری (لستر سیتی)

### تیم سال لیگ برتر
- دروازه‌بان: دیوید د خیا (منچستر یونایتد)
- دفاع: هکتور بیرین (آرسنال)، وس مورگن (لستر سیتی)، توبی آلدروایرلد (تاتنهام هاتسپر)، دنی رز (تاتنهام هاتسپر)
- هافبک: ریاض محرز (لستر سیتی)، دله الی (تاتنهام هاتسپر)، انگولو کانته (لستر سیتی)، دیمیتری پایت (وستهام یونایتد)
- مهاجم: جیمی واردی (لستر سیتی)، هری کین (تاتنهام هاتسپر)